# 新潟県公安委員会
新潟県公安委員会（にいがたけんこうあんいいんかい）は、新潟県警察を管理するため新潟県知事所轄の下に設置される行政委員会である。5人の委員で組織される。所在地は新潟市中央区新光町4-1である。

## 委員
- 委員長
  - 斎藤良人（71）歳　元銀行副頭取【2期目】令和6年8月8日～令和9年8月7日
- 委員
  - 櫻井香子（54）歳　弁護士【1期目】令和4年7月1日～令和7年6月30日
  - 和田裕　（73）歳　元大学学長【2期目】令和4年11月18日～令和7年11月17日
  - 逸見東子（60）歳　元中学校校長【1期目】令和6年7月1日～令和9年6月30日
  - 山田知治（70）歳　会社社長【3期目】令和5年7月17日～令和8年7月16日

## 下部組織
- 新潟県警察